# Hayden (nome)
Hayden  è un nome proprio di persona inglese maschile e femminile.

## Varianti
- Maschili: Hadyn (rara)[2]

## Origine e diffusione
Deriva da un cognome inglese, tuttora diffuso, originato dall'inglese antico e composto dalla parole heg, ("fieno", presente anche nel nome Hayley) e denu ("valle", presente anche in Ogden e Sheldon), e significa quindi "valle del fieno".
Non va confuso col nome maschile tedesco Haydn e col nome femminile inglese Haidee, che hanno un'altra origine.

## Onomastico
L'onomastico può essere festeggiato il 1º novembre, festa di Ognissanti, non essendovi santi con questo nome che è quindi adespota.

## Persone

### Femminile

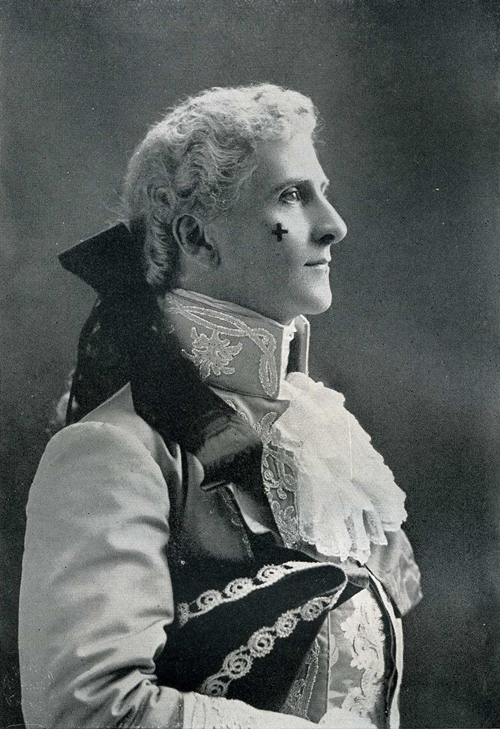
Hayden Coffin

- Hayden Panettiere, attrice e cantante statunitense

### Maschile
- Hayden Christensen, attore canadese
- Hayden Coffin, cantante e attore inglese
- Hayden Foxe, calciatore australiano
- Hayden Mullins, calciatore inglese
- Hayden Paddon, pilota di rally neozelandese
- Hayden Stoeckel, nuotatore australiano
- Hayden Thompson, cantante statunitense
- Hayden Tinto, calciatore trinidadiano
- Hayden White, filosofo e storico statunitense